# O 9-klasse

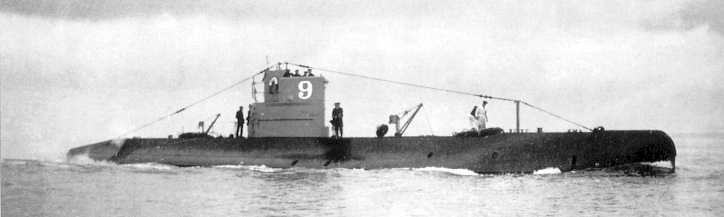
Hr. Ms. O 9

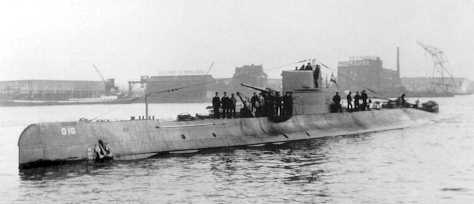
Hr. Ms. O 10

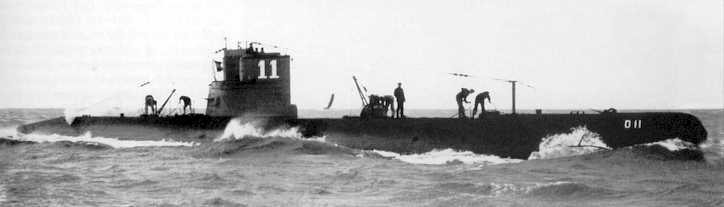
Hr. Ms. O 11

De O 9-klasse was een Nederlandse klasse die drie onderzeeboten omvatte, de O 9, O 10 en O 11. Het ontwerp voor de klasse was afkomstig van J.J. van der Struyff. De boten zijn respectievelijk gebouwd door: Koninklijke Maatschappij de Schelde, Nederlandsche Dok en Scheepsbouw Maatschappij en Fijenoord. De boten waren ontworpen als patrouilleboten voor de Nederlandse kustwateren. De boten waren ingericht voor in totaal 29 manschappen. De eerste boot kwam in 1926 in dienst en de  laatste boot ging 1947 uit dienst.

## Technische kenmerken
De boten van de O 9-klasse hadden een afmeting van (L)54,66 m x (B)5,70 m x (H)3,53 m, met een standaard waterverplaatsing van 483 ton. Wanneer een boot volledig beladen was hij het boven water een verplaatsing van 526 ton en onder water van 656 ton. Alle boten waren uitgerust met twee tweetakt Sulzer dieselmotoren van 450 pk. Onder water werden de boten aangedreven door twee elektromotoren van 250 pk. Om de elektromotoren van stroom te voorzien hadden de boten van de O 9-klasse 120 batterijencellen aan boord die gezamenlijk voor 3 uur 4350 Ah konden leveren. De motoren zorgde voor een maximumsnelheid van 12 knopen boven water en 8 knopen onder water. Het maximum bereik boven water was 3500 zeemijlen bij 8 knopen en onder water hadden de boten een bereik van 25 zeemijlen, ook bij 8 knopen. De boten konden veilig duiken tot een diepte van 60 meter. De boten van de O 9-klasse waren de eerste boten met een dubbele huid.

## Bewapening
De boten van de O 9-klasse waren uitgerust met twee 21 inch torpedobuizen en drie 18 inch torpedobuizen. In totaal konden vier I 53 en zes III 45 worden meegenomen, dus alle torpedobuizen vol plus 1 maal herladen voor alle buizen. Naast torpedobuizen waren de schepen uitgerust met een 8,8 cm kanon en een 12,7 mm machinegeweer.